# Cheirochelifer bigoti
Cheirochelifer bigoti är en spindeldjursart som beskrevs av Jacqueline Heurtault 1981. Cheirochelifer bigoti ingår i släktet Cheirochelifer och familjen tvåögonklokrypare. Inga underarter finns listade i Catalogue of Life.